# Steffen Terk
Steffen Terk (* 1950 in Dresden; Künstlername, bürgerlich Steffen Wolf-Peter Kuhnert) ist ein deutscher Maler, Grafiker und Bildhauer. Er war Gründungsmitglied der illegalen Dresdner Künstlergruppe „Lücke“ und wurde auf eigenen Wunsch aus der DDR ausgebürgert.

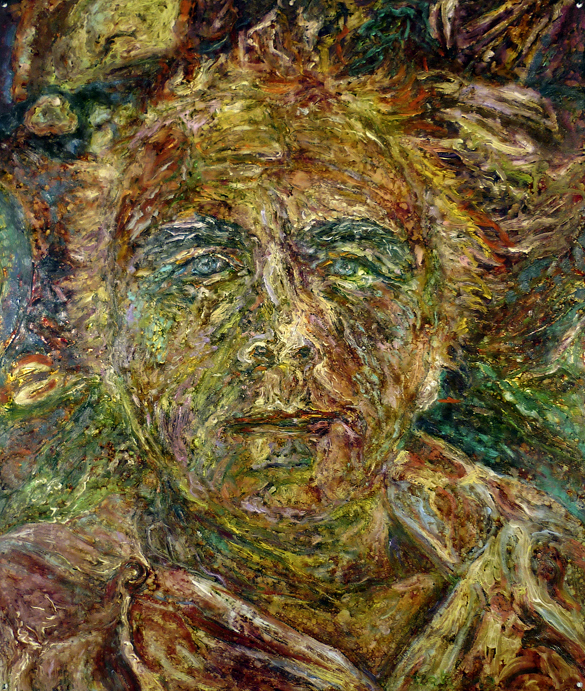
Selbstbildnis Steffen Terk

## Leben
Steffen Terk wurde 1950 als Steffen Wolf-Peter Kuhnert geboren und nahm 1974 seinen Künstlernamen „Terk“ an. Von 1969 bis 1972 erhielt er als Privatschüler Unterricht bei Gerd Kaden-Cuba, der ohne Lehrauftrag ein Atelier in der Hochschule für Bildende Künste Dresden unterhielt. Terk war Mitglied der „Lücke“ von 1971 bis zur Auflösung der Gruppe 1976. Seit seiner Ausbürgerung aus der DDR im Jahr 1980 lebt und arbeitet Terk in Bonn.

## Werk und künstlerisches Konzept
Im Atelier der „Lücke“ zeigte Terk 1971 seine frühen Werke in einer Einzelausstellung mit dem Titel „UNTERGRUND“. Der Begriff Untergrund wurde damit erstmals von einem Künstler in der DDR offensiv zur Selbstbezeichnung verwendet. 

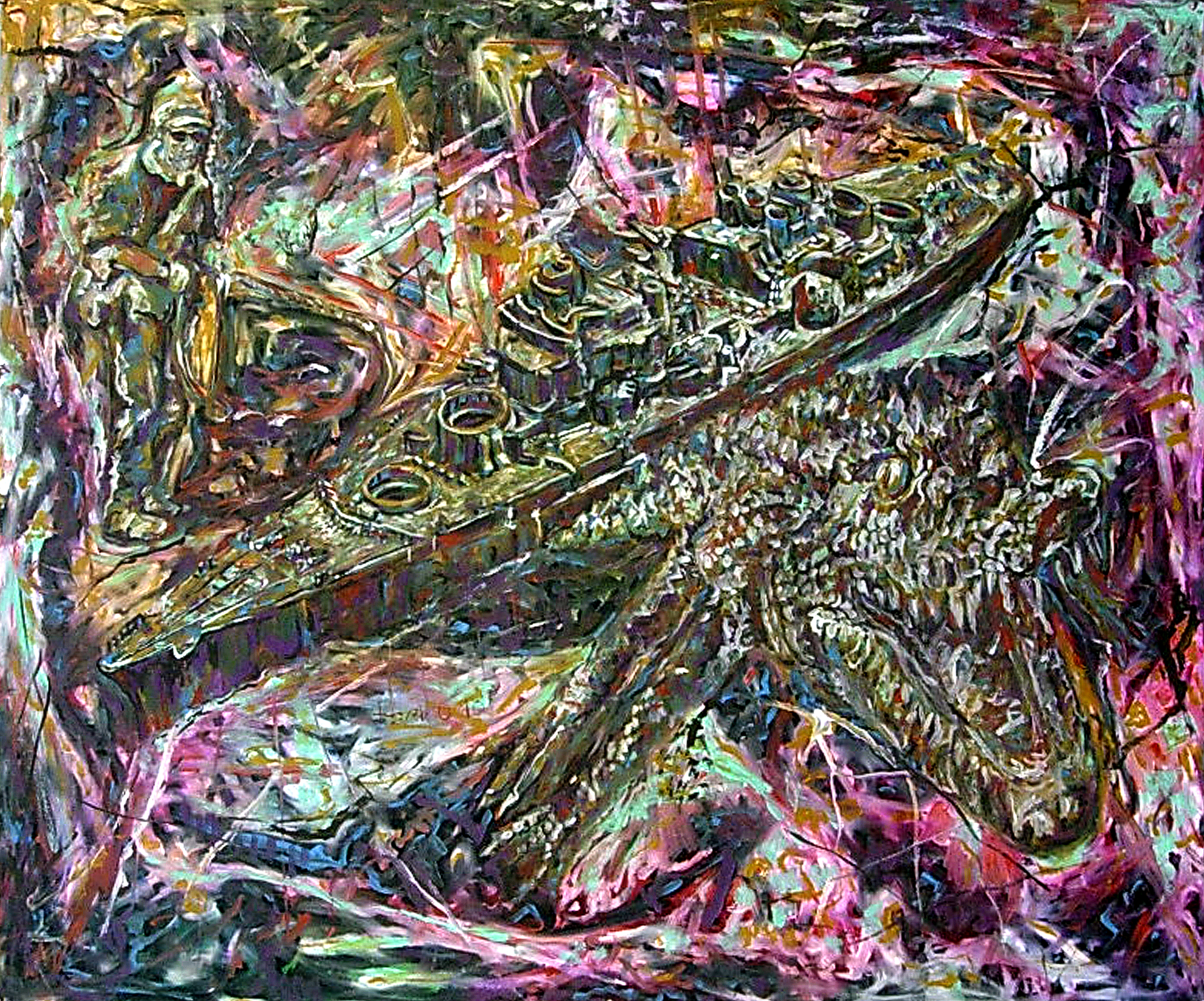
Im Zeitfluß angeln

Aus den Erfahrungen der künstlerischen Auseinandersetzungen innerhalb der Gruppe, die Gemeinschaftsbilder malte, entwickelte Terk seine Auffassung der Malerei als Spiel, in dem alles Denkbare sichtbar werden kann. In der systemanalytischen Durchdringung und Selbstreflexion der Kunstmittel entwickelte er den Ansatz und die Methodik der Künstlergruppe „Lücke“ weiter.
Charakteristisch für seine Arbeiten ist seither die Einbettung in weit gespannte theoretische Horizonte. In Zusammenarbeit mit einem Bonner KI-Forscher entwickelte er 2020 bis 2022 die SpiegelMaschine, die eine kreative Interaktion zwischen Mensch und Maschine, Maschine und Maschine sowie Mensch-Maschine-Mensch in der bildenden Kunst ermöglichen soll. Sie ist damit eine neue Interpretation des intersubjektiven „Malspiels“ der Künstlergruppe Lücke.

## Ausstellungen (Auswahl)
- 1971 UNTERGRUND im Atelier der Lücke, Dresden
- 1976 Musikperformance mit A. R. Penck in der nicht legalen Galerie von Jürgen Schweinebraden in Ost-Berlin[4]
- 1982 Bonner Künstler aktuell, Kunstmuseum Bonn
- 1991–1992 Lücke-TPT, Kunstmuseum Basel, Städel Frankfurt, Albertinum Dresden
- 2007 Das vermenschlichte Tier, Lorenzelli Arte, Milano
- seit 2003 ARTSEKRETAER: ein virtuelles und reales Ausstellungsprojekt
- 2016 QUELLCODEGESCHICKE – 40 Jahre nach Lücke, Wismar, Alter Hafenspeicher

## Werke in öffentlichen Sammlungen
- Staatliche Kunstsammlungen Dresden, Galerie Neue Meister und Kupferstichkabinett
- Städtische Galerie Dresden
- Kunstsammlung der Frankfurter Hypothekenbank